# France Théoret
Pour les articles homonymes, voir Théorêt.
France Théoret est une écrivaine québécoise née à Montréal, le 17 octobre 1942.

## Biographie
Elle détient une maîtrise en arts de l'Université de Montréal et un doctorat en études françaises de l'Université de Sherbrooke. Elle a en plus fait des études en sémiologie et en psychanalyse à Paris de 1972 à 1974. France Théoret est membre de l’Académie des lettres du Québec.
Entre 1967 et 1969, elle est membre du comité de rédaction de la revue littéraire La Barre du jour. En 1976, elle devient l'une des fondatrices du journal féministe Les Têtes de pioche, puis, en 1979, du magazine intellectuel Spirale, dont elle assure la direction de 1981 à 1984.
Elle enseigne la littérature pendant dix-neuf ans au niveau collégial, principalement au Cégep Ahuntsic [réf. nécessaire]. Depuis, elle est écrivaine à plein temps. Elle a donné de nombreuses conférences au Québec, au Canada. aux Etats-Unis, en Europe, et en Nouvelle-Zélande[réf. nécessaire]. Des conférences nationales et internationales, des lectures publiques en poésie, des entrevues à la radio et dans les librairies ont accompagné ses années d’écriture[réf. nécessaire].
De 1987 à 1990, puis de 1996 à 1999, elle siège au conseil d'administration de l'Union des écrivaines et écrivains québécois[réf. nécessaire]. Elle est écrivaine en résidence à l'Université de Montréal en 1995 et 1996.
En 2006, elle a été nommée Ambassadrice de la Faculté des Lettres et sciences humaines de l’Université de Sherbrooke[réf. nécessaire].
Elle reçoit le Prix Athanase-David en 2012,.
Le fonds d'archives de France Théoret est conservé au centre d'archives de Montréal de Bibliothèque et Archives nationales du Québec.
La majorité de ses livres sont traduits en anglais. Ses poèmes sont traduits en anglais, également, en italien, en espagnol et publiés dans plusieurs anthologies[réf. nécessaire].

## Œuvre

### Poésie
- Bloody Mary, Montréal, Les Herbes rouges no 45, 1977
- Vertiges, Montréal, Les Herbes rouges no 71, 1979
- Nécessairement putain, Montréal, Les Herbes rouges no 82, 1980
- Intérieurs, Montréal, Les Herbes rouges no 125, 1984
- Étrangeté, l'étreinte, Montréal, L'Hexagone, 1992
- La Fiction de l'ange, Laval, Trois, coll. « Rubis », 1992
- Une mouche au fond de l'œil, Montréal, Les Herbes rouges, 1998
- La Nuit de la muette, Trois-Rivières, Écrits des Forges, 2010
- L'Été sans erreur, Montréal, L'Hexagone, 2014
- Cruauté du jeu, Trois-Rivières, Écrits des Forges, 2017

### Romans, nouvelles et récits
- Une voix pour Odile, Montréal, Les Herbes rouges, coll. « Lecture en vélocipède », 1978
- Nous parlerons comme on écrit, Montréal, Les Herbes rouges, coll. « Lecture en vélocipède », 1982
- L'Homme qui peignait Staline, Montréal, Les Herbes rouges, 1989
- Trois femmes dans Nouvelles de Montréal, Montréal, L'Hexagone, coll. « Typo », 1992
- Laurence, Montréal, Les Herbes rouges, 1996
- Huis clos entre jeunes filles, Montréal, Les Herbes rouges, 2000
- Les apparatchiks vont à la mer Noire, Montréal, Boréal, 2004
- Une belle éducation, Montréal, Boréal, 2006
- La Femme du stalinien, Lachine, Pleine Lune, coll. « Plume », 2010
- Hôtel des quatre chemins, Lachine, Pleine Lune, coll. « Plume », 2011
- La Zone grise, Lachine, Pleine Lune, 2013 (avec des illustrations des sculptures et dessins de Claire Aubin)
- Va et nous venge, Montréal, Leméac, 2015
- Les Querelleurs, Chicoutimi, La Peuplade, 2018
- Le Théâtre de Dieu, Montréal, Leméac, 2018
- Zoé Rose, Montréal, VLB éditeur, 2024

### Théâtre
- L'Échantillon, monologue dans La Nef des sorcières, Montréal, Éditions Quinze, 1976
- Transit, théâtre musical, Montréal, Les Herbes rouges no 129, 1984

### Essais
- Entre raison et déraison, Montréal, Les Herbes rouges, 1987
- Journal pour mémoire, Montréal, L'Hexagone, coll. « Itinéraires », 1993
- La Bosnie nous regarde - essais et témoignages, Montréal, Éditions du Quartier, 1995
- Manifeste d'écrivaines pour le 21e siècle, Laval, Éditions Trois, 1999 (en collaboration)
- Écrits au noir, Éditions du Remue-ménage, 2009
- Aux artistes la grande colère, Paris, Belopolie, coll. « Penser, décider, agir », 2023

### Autres publications
- Folie, Mystique et Poésie, Québec, Éditions Gifric, 1988 (en collaboration)
- Enfances et Jeunesses, Montréal, Les Entreprises Radio-Canada, 1988 (en collaboration)
- Les Grands Poèmes de la poésie québécoise, anthologie préparée par France Théoret, Joseph Bonenfant et Alain Horic, L'Hexagone, coll. « Anthologies », 1998
- L'Écriture, c'est les cris, entretiens avec France Théorêt par Louky Bersianik, 2014